# Massimo Villetti
Massimo Villetti, né en 1944, à Viterbe, en Italie, est un ancien joueur et entraîneur italien de basket-ball. Il évolue durant sa carrière au poste de meneur.

## Palmarès
- Champion d'Italie 1964, 1969
- Coupe d'Italie 1969
- Coupe des clubs champions 1970
- Coupe intercontinentale 1966, 1970
- Coupe des coupes 1967